# La Perle

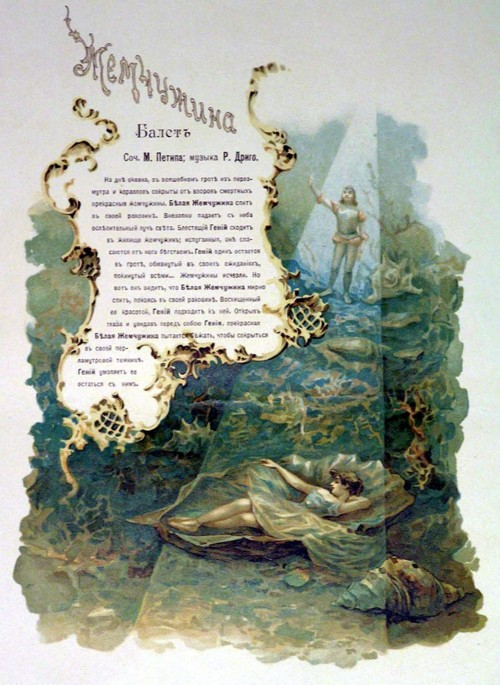
Copertina del programma (1896).

La Perle è un ballet-divertissement da un atto: il libretto e la coreografia sono di Marius Petipa, mentre la musica è di Riccardo Drigo.

## Storia
La Perle è stato creato da Petipa - il rinominato primo maestro di balletto del Teatro Mariinskij - e dal compositore Drigo - principale direttore del balletto e degli spettacoli delle opere italiane e soprattutto direttore musicale per il Teatro Mariinskij - come un sontuoso pezzo d'occasione per il gala tenutosi al Teatro Bol'šoj Kamennyj di Mosca per celebrare l'incoronazione dell'imperatore Nicola II di Russia e dell'imperatrice Aleksandra Fëdorovna Romanova. Il balletto è stato presentato per la prima volta dopo una serie di scene tratte dall'opera di Michail Glinka Una vita per lo Zar il 29 maggio 1896. Il cast per l'anteprima del balletto al gala d'incoronazione del 1896 ha coinvolto i più grandi ballerini del Mariinskij e del Balletto Bol'šoj. 
Mentre il balletto era nelle prime fasi della produzione, fu redatto un elenco di potenziali ballerini da includere nel cast per essere revisionato da una commissione responsabile. Tra questi c'era l'ex amante dell'imperatore, la ballerina Mati'lda Kšesinskaja. Alla luce della vecchia relazione la madre dell'imperatore Marija Fëdorovna chiese di rimuoverla dal cast, poiché sarebbe stato scandaloso per la ballerina esibirsi di fronte alla sua nuova moglie. Quando lei lo venne a sapere fece appello allo zio dell'imperatore, il granduca Vladimir Aleksandrovič, la cui influenza determinò la sua reintegrazione nel cast nonostante gli inventori avessero completato già tutto il balletto. Petipa fu estremamente frustrato quando gli fu chiesto di comporre un numero per lei, il quale prese la forma di un pas de deux fatto dal nuovo ruolo chiamato "Perla Gialla" insieme al suo pretendente (interpretato dal ballerino Nikolaj Legat). La scelta del nome per questo personaggio potrebbe essere stata una svolta per la ballerina, dal momento che a differenza delle altre perle (bianca, rosa e nera), le perle gialle non esistono, a meno che il colore della perla non svanisce col tempo. 
La Perle fu messo più tardi nel repertorio del Mariinskij, infatti fu esibito la prima volta il 15 febbraio 1898 nel suo teatro. Questo balletto fu rappresentato svariate volte agli inizi del '900!

## Musica
Lo spartito di Drigo comprendeva un coro fuori scena e una grande orchestra composta da circa 100 musicisti. I critici contemporanei hanno elogiato lo spartito per il suo ricco contenuto melodico e l'apposita orchestra. 
A differenza della maggior parte dei balletti dell'epoca che furono prodotti come un pezzo d'occasione per le celebrazioni imperiali, lo spartito di Drigo non fu mai pubblicato. 
Il pedagogo russo Konstantin Sergeev ha utilizzato alcuni suoi estratti per il suo concerto per l'Accademia di danza Vaganova intitolato School of Classical Dance (or From Landé to Vaganova), che ancora oggi viene esibito dagli studenti della scuola durante le loro prestazioni annuali di laurea. 
Il Pizzicato des Perles noires del suo spartito viene esibito come una variazione femminile nel pas de deux del balletto The Talisman.

## Sinopsi

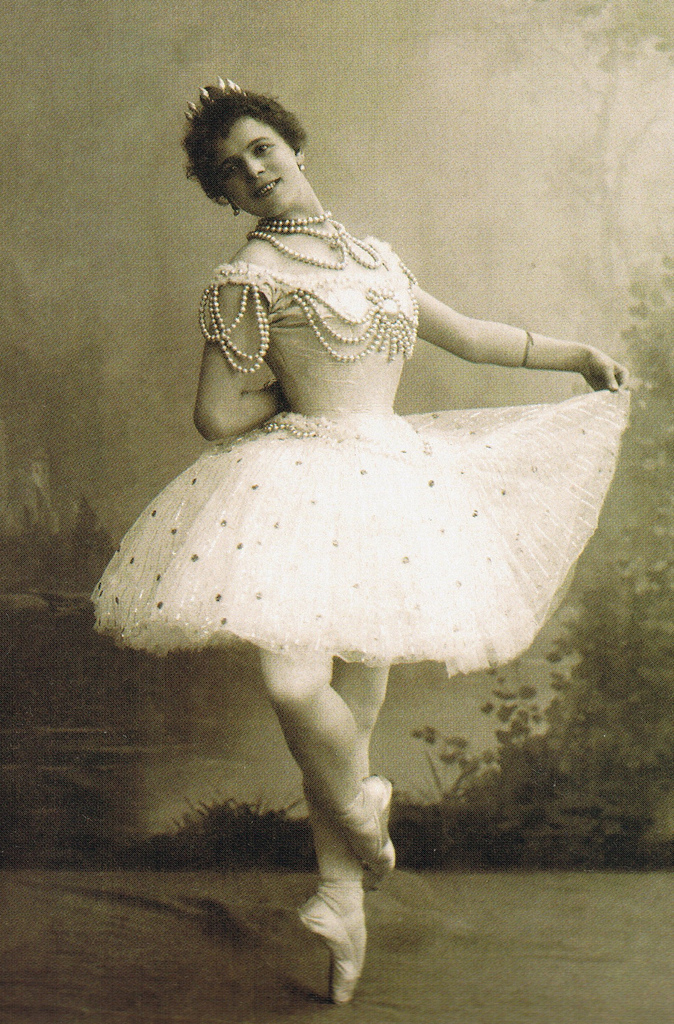
Pierina Legnani (la Perla bianca), 1896.

Il libretto di Petipa è basato sulla scena La Pérégrina: Ballet de la Reine tratta dall'opera di Giuseppe Verdi Don Carlo, che non è stata mai esibita: inoltre doveva essere coreografata da suo fratello Lucien Petipa. 
La Perle è ambientato in una colossale grotta sotterranea dove la Perla Bianca, la perla più preziosa della Terra, risiede con le sue gemelle. Il Genio della Terra scende sul fondo dell'oceano nel tentativo di rapire la Perla Bianca per abdicarla. Il Re dei Coralli giunge all'istante provocando una battaglia tra gli elementi della terra e del mare, visto che il Genio della Terra riesce a rapirla. Dopo il Re dei Coralli ordina a tutti gli abitanti dell'oceano di salutare il Genio della Terra accanto alla Perla Bianca. Nell'apoteosi viene raffigurato il trionfo di Anfitrite e Poseidone.

## Struttura
- Fanfare et introduction, Danse des perles
- Scène dansante
- Combat des coraux et métaux

1. "La Perle jaune" pas de deux:

a. Andante

b. Variation I

c. Variation II

d. Coda
- Grand pas d'ensemble

a. Entrée

b. Grand adage

c. Ballabile

d. Danse des Perles roses

e. Pizzicato des Perles noires

f. Variation I

g. Variation II

h. Variation du Génie de la terre

i. Berceuse de la Perle blanche

j. Grande valse brilliante

- Danse pyrrhique des armées du Roi corail, du Génie de la terre, et des perles
- Apothéose: La triomphe d'Amphitrite et de Poséidon